# Márcio do Bandolim
Márcio de Mesquita Vinhas Aguiar (Valença, 23 de janeiro de 1976), mais conhecido como Márcio Vinhas ou pelo pseudônimo Márcio do Bandolim, é um cantor e multi-instrumentista (bandolim, cavaquinho, violão de seis e sete corda, pandeiro e surdo brasileiro.
Começou a tocar cavaquinho aos dez anos, época em que ingressou no Instituto Villa-Lobos, no Rio de Janeiro. Na década de 1990 estudou bandolim. Estudou violão com o professor Clóvis do Violão. Criou com Cenira Santos o Movimento Choro Suburbano (MCS), produzindo eventos ligados a este gênero musical em vários locais da cidade do Rio de Janeiro, e nos quais se apresentava com o seu grupo Choro Suburbano, onde atuava como bandolinista, violonista de sete cordas e arranjador.
Em 2015, com Cenira Santos, organizou a comemoração do Dia Nacional do Choro na Lona João Bosco, no subúrbio de Vista Alegre. Neste evento, recebeu diversos convidados ligados ao gênero, entre os quais Hamilton de Holanda, Joel Nascimento, grupo Chapéu de Palha, Mestre Siqueira, Josimar Monteiro, Antônio Rocha, grupo Cordas Douradas, Choro Suburbano, Sombrinha, Déo Rian, grupo Entre Amigos, Choro dos Pavões, Valdir Silva, Josias Nunes, Carlinhos Sete Cordas e Dorina.